# Bolesław Nawrocki
Bolesław Nawrocki (ur. 8 czerwca 1877 w Łodzi, zm. 5 lipca 1946 w Pabianicach) – polski malarz.

## Życiorys
Początkowo uczęszczał na lekcje rysunku u Wojciecha Gersona, następnie wyjechał do Monachium w 1895, gdzie przez dwa lata uczęszczał do akademii Johanna Caspara Hertericha. Po powrocie z Monachium przez dwa miesiące pobierał lekcje  w Krakowie u Leona Wyczółkowskiego, następnie wyjechał do Paryża, studiując w Académie Julian, w Académie Vitti i w Académie Colarossi oraz prowadząc (do 1907) własną pracownię malarską. Po powrocie do Polski zajmował się działalnością dydaktyczną, mieszkał w Warszawie i Poznaniu, prowadził szkołę malarstwa w Łodzi.
W 1932 wykupił rodzinny dom w Pabianicach, gromadząc tam bogate zbiory sztuki a w latach 1930–1938 prowadził szkołę rysunku i malarstwa. Swoje prace wystawiał w Paryżu, Bordeaux, towarzystwie „Zachęta”, na indywidualnych wystawach w Krakowie (1909 i 1926), Poznaniu (1926), Pabianicach (1930, 1933 i 1939).
Tworzył kompozycje symboliczne, pejzaże, portrety (Armanda Clementa Fallieresa i Gastona Doumerque`a, Stanisława Wojciechowskiego, Ignacego Paderewskiego, Franciszka Kleeberga), obrazy ilustrujące wydarzenia historyczne (Cud nad Wisłą, Przyjęcie Marszałka Focha przez Radę Miejską Poznania).
Pochowany na cmentarzu Powązkowskim (aleja zasłużonych, grób 37).

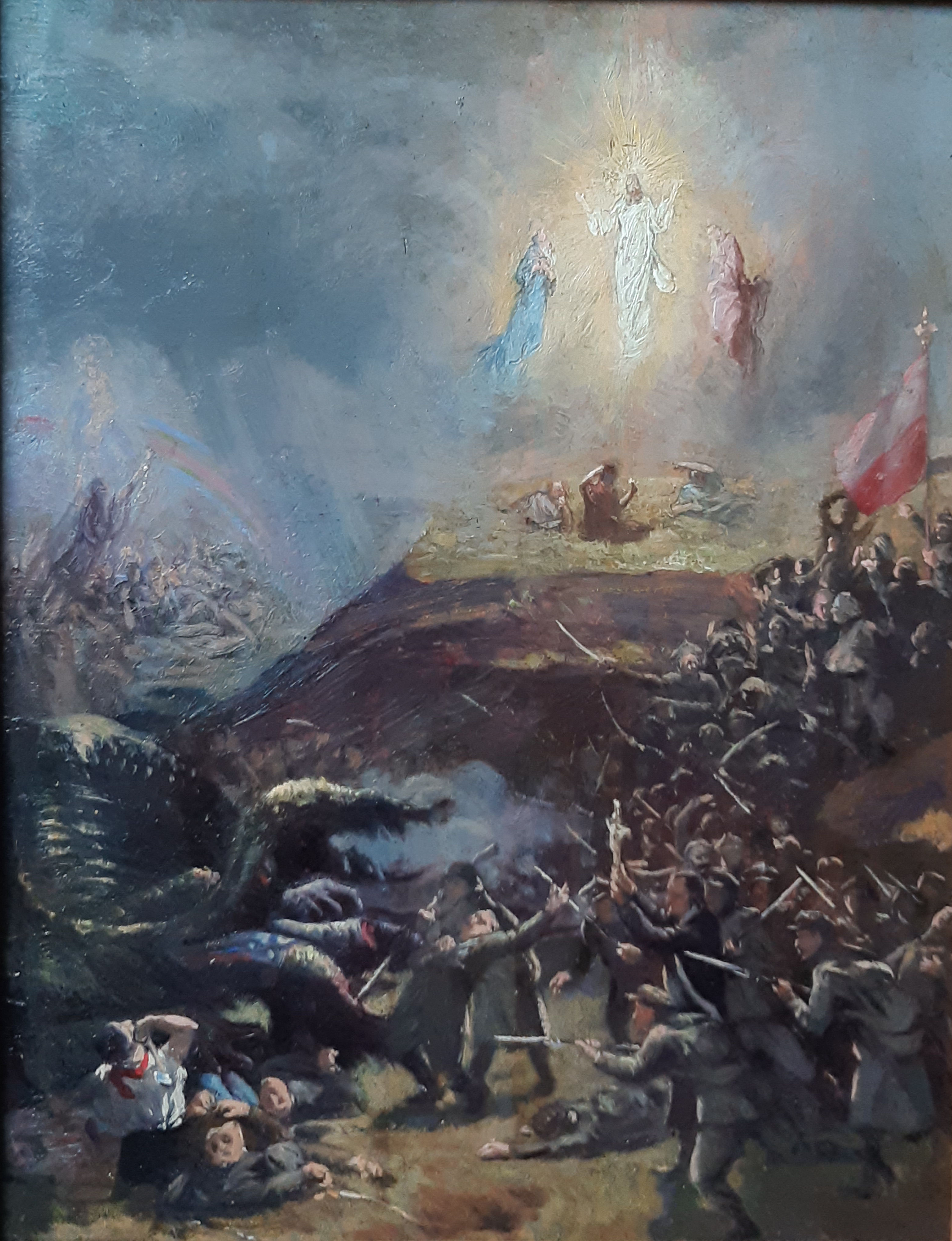
Cud nad Wisłą, Warszawa 1920.
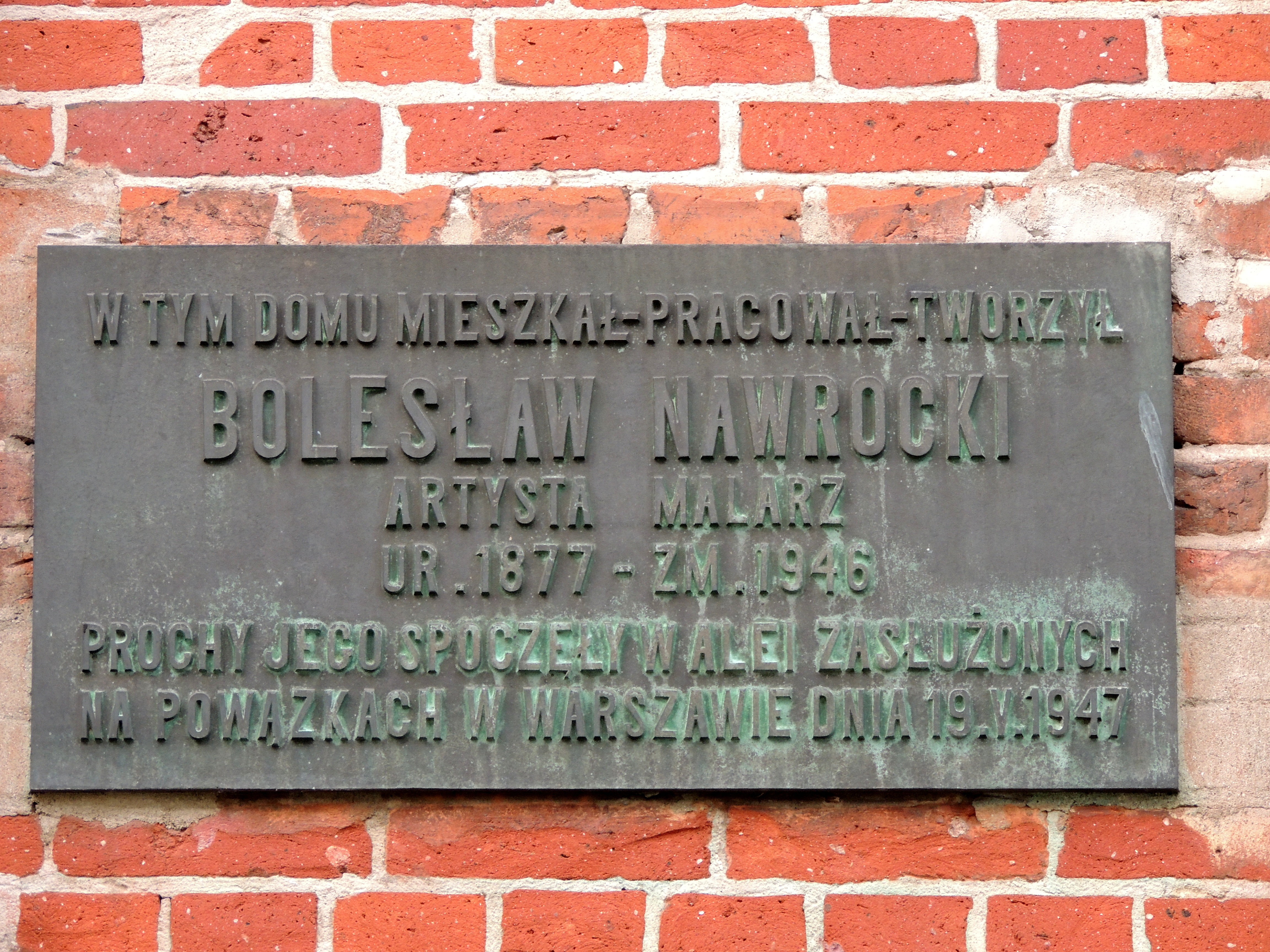
Tablica w Pabianicach
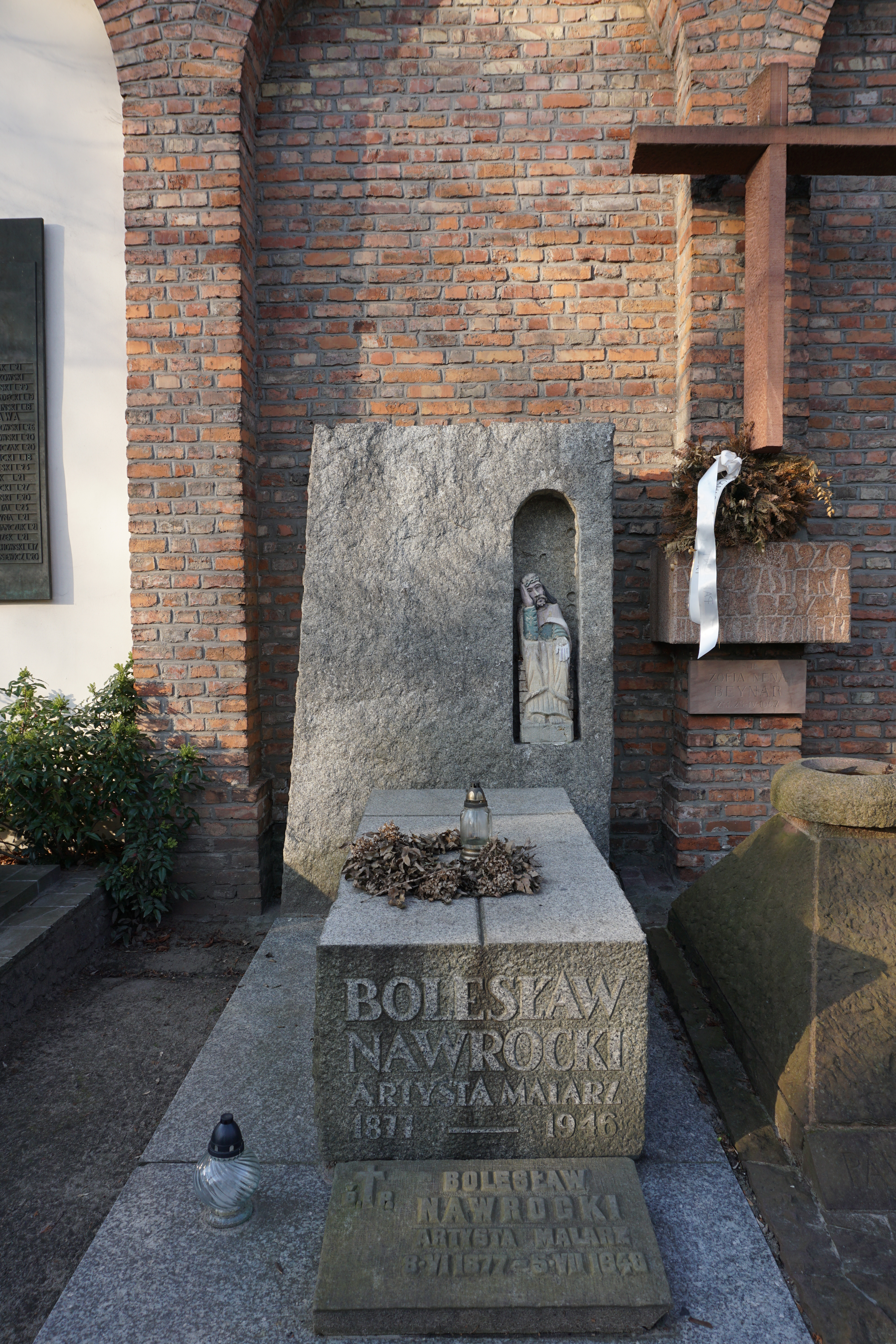
Grób Bolesława Nawrockiego na cmentarzu Powązkowskim w Warszawie